# Афина (команда «Что? Где? Когда?»)
«Афина» — команда игроков в спортивный вариант игры «Что? Где? Когда?».
Одна из старейших и наиболее успешных команд в истории игры. Команда завоевала титул победителя двух чемпионатов мира по ЧГК (в 2003 и 2011 году). Все игроки команды участвовали в телевизионной версии игры.

## История
Команда возникла в 1992 году в результате объединения существовавших с 1989 года команды Евгения Чечёткина и Андрея Грудского (выпускников 179-й физико-математической школы Москвы) с командой Максима Поташева и Юрия Леонтьева (выпускников 1140-й физико-математической школы Москвы). Название получила от московского клуба интеллектуальных игр «Афина». В первый состав команды вошли Ю. Леонтьев, Д. Макаров, М. Поташев, В. Карлинский, И. Лахманлос, В. Панкратов. Капитаном команды до начала 1993 года был Юрий Леонтьев, после его отъезда за границу — Вадим Карлинский.
Первым серьёзным достижением команды стало 1-е место в чемпионате Москвы 1992 года. Весной 1994 года капитаном пригласили Владимира Белкина. Команда стала призёром чемпионата Москвы по брейн-рингу 1994 года.
В начале сезона 1994/95 в команде появилась Е. Орлова. Команда выиграла телефонный чемпионат МАК, заняла 3-е место на турнире в Великих Луках, 2-е место на Кубке губернатора Санкт-Петербурга и выиграла турнир «Белые ночи».
В сезоне 1995/96 команда заняла 2-е место в Великих Луках, выиграла открытый чемпионат Москвы, победила в Гран-при Москвы (организованном по инициативе Максима Поташёва), выиграла фестиваль во Владимире. С начала 1996 года выступала в обновлённом составе (В. Белкин, М. Поташев, Е. Орлова, Е. Пальцева, Ю. Черушев, В. Карлинский).
1997 год стал ещё более успешным: «Афина» выиграла Гран-при Москвы, турнир в Великих Луках, «Белые ночи», неоднократно становились чемпионами месяца в телевизионном «Брейн-ринге». Команда почти в полном составе сыграла в зимней серии телевизионного «Что? Где? Когда?», добилась победы, а Максим Поташев получил первую «Хрустальную сову».
В следующем году команда победила в пяти циклах телеверсии «Брейн-ринга» из шести и завоевала абсолютное чемпионство, ещё раз выиграла Гран-при Москвы, а также фестиваль в Саранске, заняла призовые места на фестивалях «Белые ночи» и «Кубок губернатора», чемпионате Москвы по брейн-рингу.
1999 год команда начала с защиты титула абсолютного чемпиона в телевизионном «Брейн-ринге», однако больше побед не добилась: заняла лишь вторые места в Гран-при Москвы, Кубке губернатора, на «Белых ночах», на фестивалях в Великих Луках и Саранске, в Moscow Open.
В начале нового сезона из команды ушла Елена Пальцева, но вскоре к команде присоединились Дмитрий Коноваленко и Елена Александрова. Команда неудачно выступила в Гран-при Москвы, оставшись за чертой призёров, однако выиграла чемпионат Москвы по брейн-рингу. Выступая в полном составе в элитарном клубе, команда потерпела поражение от телезрителей, хотя выигрывала 5:1. На саратовском турнире команда финишировала второй.
В 2001 году команда выиграла первый в истории чемпионат России, но стала лишь второй в очередном Гран-при Москвы. Такой же результат был снова показан в Саратове. Владимир Белкин покинул команду, и капитаном стал Максим Поташев.
В 2002 году, несмотря на серьёзные проблемы с составом после ухода также и Елены Орловой, был выигран Кубок губернатора Санкт-Петербурга, 2-е место в Гран-при Москвы, 3-е место на II чемпионате России. На I чемпионате мира по ЧГК в Баку с участием В. Степанова команда заняла 4-е место.
В сезоне 2002/03, ставшем самым успешным в новейшей истории команды, «Афина» вернула себе 1-е место в чемпионате (Гран-при) Москвы, заняла 2-е место на чемпионате России, выиграла общий зачёт Кубка мира (включая турниры в Саранске и Одессе).
На II Чемпионате мира по спортивной версии «Что? Где? Когда?» в Баку (2003), команда Максима Поташева, выступавшая под названием «Genius» заняла 1-е место. В финальной игре она ответила на 23 вопроса из 30, опередив ещё две московские команды — «Ксеп» и «Golden Telecom». В составе чемпионов помимо капитана, играли Владимир Степанов, Елена Александрова, Юрий Черушев, Антон Чернин, Вадим Карлинский.
В дальнейшем команда вновь несколько снизила показатели. На очередном чемпионате России команда разделила 2-3 места, чемпионат Москвы завершила на 3-м месте, а на чемпионате мира осталась на 4-м месте.
В сезоне 2004/2005 команда стала лишь 4-й на чемпионате России и 2-й на чемпионате Москвы.
На IV Чемпионате мира по ЧГК в Ярославле команда Максима Поташева заняла 2-е место, уступив команде Андрея Кузьмина.
Перед началом нового сезона к команде присоединился ранее возглавлявший свою команду Максим Руссо. В 2006 году команда одержала убедительную победу с большим преимуществом на «Белых ночах» и заняла 2-е место в чемпионате Москвы.
1 февраля 2007 года умер Дмитрий Коноваленко.
На VI чемпионате мира по ЧГК в городе Светлогорск Калининградской области (2007) «Афина» заняла призовое 2-е место, пропустив вперёд команду Антона Губанова
В ноябре 2007 года команда заняла второе место в Открытом кубке России, а в марте 2008 года во второй раз стала чемпионом России.
В сентябре 2008 года на VII Чемпионате мира по ЧГК, который вновь проходил в Светлогорске, «Афина» выступила неудачно. К турниру команда подошла в ранге лидера мирового рейтинга, но по результатам отборочного тура только делила 6-е место, которое позволяло пройти в финальный этап. На дополнительных вопросах перестрелки коллектив Максима Поташёва всё-таки пробился в заключительную часть розыгрыша, однако там остался без медалей.
В 2009 году команда приняла участие на первом фестивале «Знатокиада. Всемирные игры знатоков» в израильском городе Эйлат. Будучи одним из главных фаворитов, команда неудачно сыграла четвёртый тур основного турнира, не ответив на 6 вопросов из 15. В заключительном пятом туре коллектив Максима Поташёва сумел набрать все 15 очков, однако этого хватило лишь для 2-го места (чемпионом оказалась сборная игроков под руководством Ильи Бера). В то же время «Афина» добилась успеха в турнире по олимпийским правилам. До финала она дошла вместе с командой Никита Мобайл ТэТэ из Узбекистана (капитан — Рустам Саид-Аминов), за которую в качестве легионера выступал Александр Друзь. В финальном матче соперники показали равный счёт, но на дополнительных вопросах представители России оказались сильнее.
На X чемпионате России (2010) команда разделила 3—4 место вместе с командой Андрея Кузьмина, набрав 67 очков из 90, и на 2 очка отстав от победителя — команды Антона Губанова.
На IX чемпионате мира (2011) в Одессе «Афина» повторила успех 8-летней давности, опередив 50 команд из 15 стран. При этом результаты первого игрового дня не предвещали победу команды Поташева: она шла лишь четвёртой. Однако во второй игровой день коллектив показал наилучший результат и добился золотых медалей.